# Алија Муратовић
Алија Муратовић (Нови Пазар, 5. јануар 1962) је српски шаховски велемајстор.

## Каријера
Алија Муратовић је постао међународни мајстор шаха 2003. а велемајстор 2009. године.
Победио је на турнирима Вила Аурора у Цриквеници (2009) и на турниру у Брчком (2003).